# Cine femenino

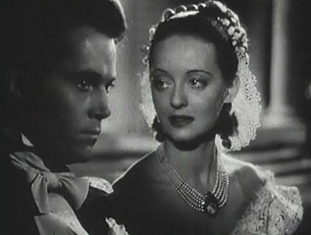
Bette Davis y Henry Fonda en Jezabel (Jezebel, 1938), una de las películas femeninas por excelencia. Davis interpreta a una bella sureña que pierde a su prometido (Fonda) y su posición social cuando desafía las convenciones. Se redime a sí misma mediante el autosacrificio.

El cine femenino (en inglés: Woman's film) es un género cinematográfico que incluye narrativas centradas en las mujeres, protagonistas femeninas y está diseñado para atraer a una audiencia femenina. Las películas de mujeres suelen retratar las «preocupaciones de las mujeres», como los problemas que giran en torno a la vida doméstica, la familia, la maternidad, el autosacrificio y el romance. Estas películas se produjeron desde la era del cine mudo hasta la década de 1950 y principios de la de 1960, pero fueron más populares en las décadas de 1930 y 1940, y alcanzaron su cenit durante la Segunda Guerra Mundial. Aunque Hollywood continuó haciendo películas caracterizadas por algunos de los elementos del cine tradicional de mujeres en la segunda mitad del siglo XX, el término en sí desapareció en la década de 1960. El trabajo de los directores George Cukor, Douglas Sirk, Max Ophüls y Josef von Sternberg se ha asociado con el género cinematográfico femenino. Joan Crawford, Bette Davis y Barbara Stanwyck fueron algunas de las estrellas más prolíficas del género.
Los inicios del género se remontan a las películas mudas de D. W. Griffith. Los historiadores y críticos de cine definieron el género y el canon en retrospectiva. Antes de que la película de mujeres se convirtiera en un género establecido en la década de 1980, muchas de las películas clásicas de mujeres se denominaban melodramas.
Dentro del cine femenino se encuadran películas que fueron hechas para mujeres por guionistas y directores predominantemente hombres, mientras que el cine feminista abarca películas que han sido hechas por mujeres.

## Definición
Cuando el cine femenino aún estaba en una etapa incipiente, no se la consideraba un género completamente independiente. Mary Ann Doane, por ejemplo, argumentó que el cine femenino no es un «género puro» porque está cruzado e combinado por una serie de otros géneros como el melodrama, el cine negro, el gótico y el cine de terror. De manera similar, el teórico del cine Scott Simmon sostiene que el cine femenino ha permanecido «esquiva» hasta el punto de que se cuestione su existencia. Esta elusividad, argumenta, se debe en parte al hecho de que el cine femenino es un género de oposición que solo puede definirse en oposición a géneros centrados en los hombres como el wéstern y el cine de gánsteres. También se ha señalado que se trata de un género construido de forma crítica más que industrial, habiendo sido definido en retrospectiva más que en el momento de la producción de las películas. En el cine femenino se consideró estrechamente relacionada e incluso sinónimo de melodrama. Otros términos comúnmente utilizados para describir al género fueron «drama», «romance», «historia de amor», «comedia dramática» y «telenovela». Desde finales de la década de 1980, el cine femenino ha sido un género cinematográfico establecido. La estudiosa del cine Justine Ashby, sin embargo, ha observado una tendencia en el cine británico que ella llama «eclipse genérico» mediante el cual las películas que se adhieren a todos los principios fundamentales del cine femenino se incluyen en otros géneros. Millions Like Us (1943) y Two Thousand Women (1944), por ejemplo, se han descrito y promocionado como películas de guerra en lugar de películas femeninas.
El cine femenino se diferencia de otros géneros cinematográficos en que está dirigida principalmente a mujeres. La historiadora del cine Jeanine Basinger sostiene que el primero de los tres propósitos de la película de mujeres es «colocar a la mujer en el centro del universo de la historia». En la mayoría de los demás géneros cinematográficos, particularmente orientados a los hombres, ocurre lo contrario, ya que a las mujeres y sus preocupaciones se les han asignado papeles menores. Molly Haskell explica que «si una mujer acapara implacablemente este universo, quizás sea su compensación por todos los universos dominados por hombres de los que ha sido excluida: la película de gánsteres, el wéstern, el cine bélico, el policíaco, el cine de rodeo, el cine de aventuras.» El segundo propósito de la película de la mujer, según Basinger, es «reafirmar al final el concepto de que el verdadero trabajo de la mujer es el de ser mujer». Un ideal romántico de amor se presenta como la única «carrera» que garantizará la felicidad a la que las mujeres deben aspirar. El tercer propósito del género, como sugiere Basinger, es «proporcionar una liberación visual temporal de algún tipo, por pequeña que sea: un escape hacia un amor puramente romántico, hacia la conciencia sexual, hacia el lujo o hacia el rechazo del papel femenino.» Basinger sostiene que la acción principal, si no la única, del cine femenino y su mayor fuente de drama y tragedia es la necesidad de tomar una decisión. La heroína tendrá que decidir entre dos o más caminos que son igualmente atractivos pero mutuamente excluyentes como, por ejemplo, el amor romántico y un trabajo satisfactorio. Un camino será el correcto y coherente con la moralidad general de la película y el otro será incorrecto, pero proporcionará la liberación. A medida que las heroínas de las películas fueron castigadas por seguir el camino equivocado y finalmente reconciliadas con sus roles como mujeres, esposas y madres, Basinger sostiene que las películas de mujeres «se contradicen hábilmente a sí mismas» y «reafirman fácilmente el statu quo de la vida de la mujer mientras proporcionan poco lanzamientos, pequeñas victorias o incluso grandes lanzamientos, grandes victorias.»

## Características
Para empezar, al contrario que las películas para hombres que, con bastante frecuencia, se graban en exteriores; las dirigidas a las mujeres se ambientan/enmarcan en el ámbito doméstico, con lo que la vida y el papel de la protagonista femenina quedan determinados por este ámbito. Por otro lado, de la misma manera que la naturaleza y la sociedad caracterizan socialmente los eventos (bodas, graduaciones, nacimientos) en las películas de mujeres, la acción (perseguir criminales, participar en peleas) en las películas dirigidas a la población masculina están basadas en historias.
Otra característica de las películas de mujeres se encuentra en los temas que tratan estas películas, que suelen estar/ser diametralmente opuestos a los que tratan las dirigidas a los hombres: en las películas femeninas destacan: el miedo a que las separen de sus seres queridos, el énfasis en las emociones y el carácter humanitario; que se oponen al temor a la intimidad, la emocionalidad reprimida y la individualidad de las películas dirigidas al sector masculino. Además, las convenciones en el argumento de las películas orientadas al público femenino giran en torno a una serie de temas básicos: triángulos amorosos, maternidad sin un marido, romances ilícitos, el ascenso al poder y relaciones madre-hija. Respecto al patrón narrativo, este depende de las acciones que lleve a cabo la heroína, lo que normalmente conlleva sacrificios, sufrimiento, elecciones y competencia. Los subgéneros más frecuentes son el melodrama maternal, la comedia de la profesión de la mujer y los largometrajes sobre la mujer paranoica, un subgénero construido sobre los pilares de la sospecha y la desconfianza. La locura femenina, la depresión, la histeria y la amnesia también formaban parte de la trama de estas películas en las películas hollywoodienses para mujeres de los años 40. Esta tendencia se desarrolló cuando Hollywood quiso incorporar aspectos sobre el psicoanálisis en sus películas. En los discursos médicos de películas como la extraña pasajera (1942), Possessed (1947) y Belinda (1948), la salud mental se representa visualmente a través de la belleza, de la misma manera que la enfermedad mental se refleja en una apariencia más bien descuidada; es más, la protagonista femenina podía recuperar la salud si mejoraraba su apariencia física. Otro tema bastante común era la amistad entre mujeres, aunque este era tratado de forma más superficial y se concentraba en la dedicación de las mujeres a los hombres y en las relaciones de estas con los hombres más que en la amistad que compartían unas con otras.

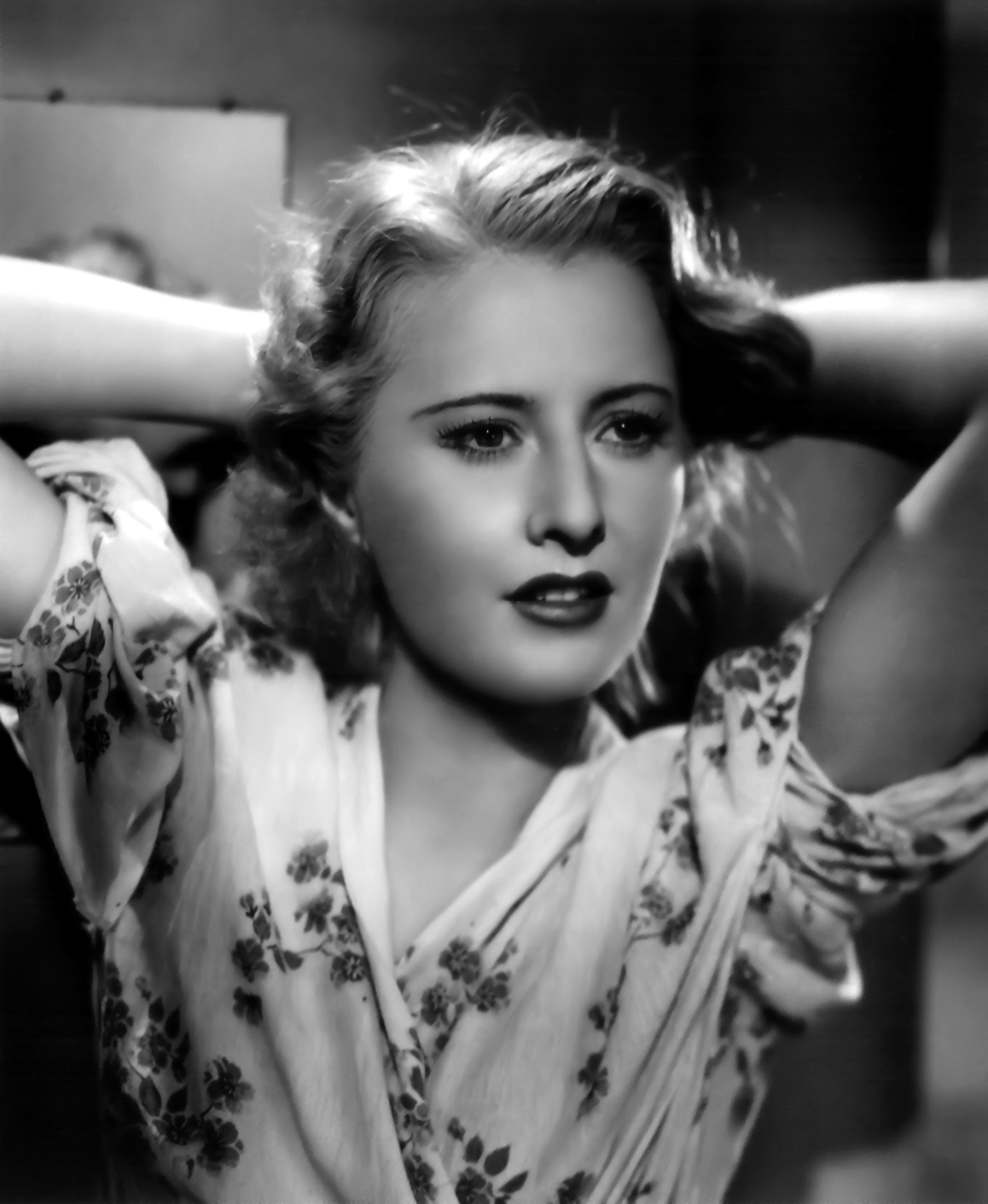
En Stella Dallas (1937) de King Vidor, Barbara Stanwyck interpreta a una madre de clase obrera que sacrifica el vínculo con su hija para lograr que esta forme parte de la clase alta.

Por otra parte, se retrata a la protagonista femenina tanto en el papel de buena como en el de malvada. Haskell distingue tres tipos de mujeres que aparecen más frecuentemente en las películas para mujeres: la extraordinaria, la ordinaria y “la ordinaria que se vuelve extraordinaria”. La mujer extraordinaria son personajes como Scarlett O'Hara y Jezabel representadas por actrices igualmente extraordinarias como son Vivien Leigh y Bette Davis.
Son independientes y emancipadas "aristócratas de su sexo", que transcienden las limitaciones de sus identidades sexuales. Las mujeres normales, en contraste, están subyugadas a las reglas de sus respectivas sociedades porque su número de opciones es demasiado limitado como para liberarse de sus limitaciones. La mujer normal convertida en extraordinaria es un personaje que 'comienza como víctima de circunstancias discriminatorias y asciende a través del sufrimiento, la obsesión o el desafío, para erigirse en señora de su propio destino.' Dependiendo del tipo de heroína que el filme presente, puede ser una película o socialmente conservadora o progresista. Ciertos personajes arquetípicos aparecen en muchos woman's films: maridos infieles; el otro (el amante); la rival; la amiga de confianza, normalmente de mayor edad que la heroína; y el hombre asexual, normalmente caracterizado como entrado en años, que le ofrece seguridad y lujo a la protagonista sin exigir favores sexuales de ella.
Un motivo frecuente en los woman's films de Hollywood es el de las hermanas 'doppelgänger' (a menudo interpretadas por la misma actriz), una buena y otra malvada, rivales por el amor de un mismo hombre. Por ejemplo, Bette Davis en su papel doble en Una vida robada (1946) y Olivia de Havilland en "A través del espejo" (1946). La hermana buena es pasiva, dulce, emotiva y asexual; mientras que la malvada es asertiva, inteligente y erótica. El conflicto entre las dos se soluciona con la muerte de la gemela malvada. Un componente central del woman's film británico de los años ochenta es el motivo de la evasión. Los woman's films permiten a sus respectivas protagonistas la evasión de la vida cotidiana y de sus roles sexuales y sociales establecidos. La evasión puede adoptar la forma de viaje a otro lugar, como la URSS en Desde Liverpool con amor (1985) y Grecia en Shirley Valentine (1989); de educación, como en Educando a Rita (1983); o de iniciación sexual, como en Si estuvieras aquí (1987).

## Historia
En la línea de esta idea, muchas películas del género woman's films fueron prestigiosas producciones que atrajeron algunos de las mejores estrellas y directores. Algunos cineastas sugieren que el género en sí estaba bastante respaldado dentro de la industria cinematográfica, mientas que otros sostienen que el género y término "woman's film" tenía connotaciones despectivas y los críticos lo usaban para despreciar ciertas películas. Durante los años 50 la producción de este tipo de películas disminuyó a causa de un aumento de presencia masculina en los melodramas y la aparición de los serials televisivos. Aunque en la segunda parte del siglo XX, Hollywood continuó creando películas caracterizadas por algunos rasgos y temas del tradicional woman's film, el término desapareció en los años 60.
El género se recuperó a principios de los años 70. Los intentos de crear versiones modernas del clásico woman's film, mejorados para tener en cuenta las nuevas costumbres sociales, incluyen la película de Martin Scorsese Alicia ya no vive aquí (1974), Una mujer descasada (1978) de Paul Mazursky, Eternamente amigas (1988) de Garry Marshall, y Tomates verdes fritos (1995) de Jon Avnet. Del mismo modo, películas del año 2002 como Las horas y Lejos del cielo se basan en el clásico woman's film.
Dentro del cine británico, David Leland volvió a la fórmula del woman's film de los años 80 en Amores en tiempos de guerra (1998). La película cuenta la historia de tres jóvenes mujeres durante la Segunda Guerra Mundial, cuando a las protagonistas se les presenta la oportunidad de escapar de sus antiguas vidas. Quiero ser como Beckham (2002) enfatiza el tema genérico clave de las amistades femeninas y empuja a la protagonista a un conflicto entre las restricciones de su educación tradicional Sikh y su deseo de convertirse en futbolista. La película Morvern Callar (2002) de Lynne Ramsay está basada en la tradición del woman's film; una joven mujer escapa a España fingiendo ser la autora de la novela de su novio. A pesar de que los viajes de Morvern y sus transformaciones le permiten la liberación, esta termina donde empezó.

## Resultado

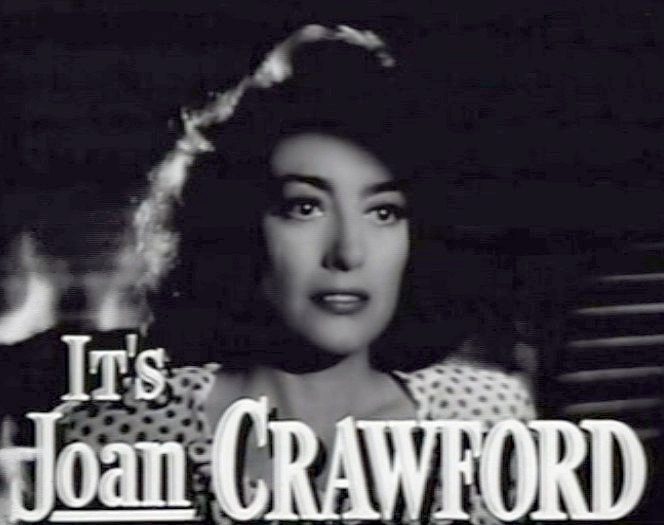
Imagen "It´s Joan Crawford"

Basinger menciona que los woman's films fueron bastante criticados por fortalecer valores convencionales, sobre todo, la idea de que las mujeres tan solo podían encontrar la felicidad en el amor, el matrimonio y la maternidad. Sin embargo, argumenta que eran "sutilmente subversivos". Se sobreentendía que una mujer no podía combinar una profesión y una vida familiar feliz, pero al mismo tiempo permitía a las mujeres echar un vistazo al mundo fuera del hogar, donde no tenían que sacrificar su independencia por el matrimonio, el trabajo doméstico y el cuidado de los hijos. Las imágenes representaban a mujeres con exitosas carreras como periodistas, pilotos, presidentas de empresas de automóviles y restauradoras. Asimismo, Simon señala que el género ofrecía una mezcla de represión y liberación, en la que a menudo se desafiaba a las historias represivas, en parte a través de la puesta en escena y la interpretación, pero también mediante los conflictos dentro de las propias historias. Además afirma que tales resistencias se encontraban presentes en algunos de los primeros woman's films y que fijaron las normas con los woman's films americanos de la posguerra de Douglas Sirk . Sin embargo, otros han argumentado que estos largometrajes muestran solo la perspectiva represora y que los espectadores deben entenderlos al revés para ser capaces de extraer un mensaje liberador. Críticos como Haskell critican el término “woman's film” en sí, ella alega que: 
¿Qué puntualización puede haber más irrecusable respecto a las relaciones entre hombres y mujeres en América que la de la propia noción de algo llamado “woman's film”? (...) A una película que se centra en las relaciones entre hombres no se le designa despectivamente como “man's film” (...), sino como “drama psicológico”.
Varios woman's films han sido aclamados por la crítica. Algunos de los woman's films seleccionados para su preservación en el Registro Nacional de Cine de Estados Unidos (el National Film Registry) por ser “cultural, histórica o estéticamente significativos” incluyen Sucedió una noche  (1934), Imitación de la vida  (1934), Jezabel  (1938), Lo que el viento se llevó (1939), Mujeres  (1939), Las tres noches de Eva (1941), La extraña pasajera  (1942), Alma en suplicio  (1945), Carta de una desconocida (1948), La costilla de Adán (1949), Eva al desnudo  (1950) y Sólo el cielo lo sabe  (1955).